# Malax kyrka
Malax kyrka är en korskyrka av trä som ligger i Malax i Österbotten, Finland. Den används av Malax församling. 

## Historia
År 1602 byggde malaxborna en kapellkyrka åt sig, eftersom vägen till moderkyrkan var lång. Följande år fick man till kapellan en herr Grels eller Gregorius. Församlingens lilla kapellkyrka hann tjäna församlingsbor i knappt 60 år. 
Under åren 1659-60 byggde man en ny kyrka i stället för det gamla kapellet. Den nya kyrkan byggdes troligen på samma ställe som den tidigare, d.v.s. på norra åstranden, väster om prästgården. Kyrkan utvidgades och man byggde en läktare i västra gaveln i slutet av 1680-talet. I slutet av 1760-talet renoverades kyrkan ordentligt, men trots det kunde man år 1806 konstatera, att kyrkan var i dåligt skick. Den stod endast på hörnstenar, som hade sjunkit ner i marken. Den revs i oktober 1831, endast ett altarskrank och ett högt träkors minner om kyrkan som tjänade församlingen 1660-1829.
Den nuvarande ritades av Charles Bassi 1828 och uppfördes 1828-29 under ledning av Heikki Kuorikoski.

## Interiör
Kyrkan på 600 kvadratmeter har sittplatser för 800 personer.
Altartavlan, som föreställer Kristi himmelsfärd, målades av Alexandra Frosterus-Såltin 1881. 
Den 22-stämmiga orgeln är tillverkad av Hans Heinrich 1969.

## Klockstapeln
Klockstapeln ritades av Carl Ludvig Engel och uppfördes 1832. Klockorna är från 1723 och 1817.